# مریم مجدلیه
مریمِ مَجدَلیه (عبری: מרים המגדלית‎، یونانی باستان: Μαρία ἡ Μαγδαληνή) شخصیتی در عهد جدید و یکی از پیروان مؤمن عیسی مسیح به‌شمار رفته و کلیساهای کاتولیک رومی، ارتدکس شرقی، لوتری و انگلیکان او را جزو قدیسه‌ها می‌دانند. لقب مجدلیه اشاره به شهری به نام مجدله در کرانهٔ غربیِ دریاچهٔ طبریه دارد. مریم مجدلیه با عیسی مسیح به‌عنوان یکی از پیروان او سفر کرد. گفته شده که وی شاهدِ مصلوب شدن و رستاخیزِ عیسی مسیح بوده است. در انجیل‌های چهارگانه از او دست‌کم ۱۲ بار و بیش از حواریون نام برده شده است. در مسیحیتِ غربی و طیِ قرون وسطی از مریم مجدلیه به‌عنوان فاحشهٔ توبه‌گر یا زنِ بدکاره نام برده می‌شد؛  روز ۲۲ ژوئیهٔ هر سال از سوی مسیحیان کلیسای کاتولیک، کلیسای ارتدکس شرقی، انگلیکن و لوتریانیسم برای او جشن گرفته می‌شود.

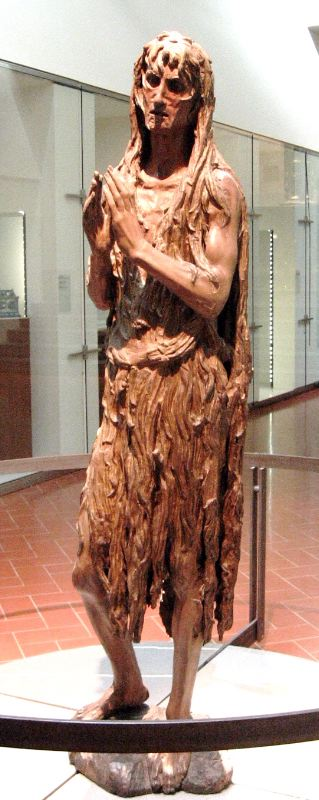
پیکرهٔ مریم مجدلیه اثر دوناتلو

## سرگذشت
بر پایهٔ انجیل، مریم مجدلیه زنی تن‌فروش و بسیار زیبا بوده است. روزی اهل شهر به دنبال وی می‌افتند تا وی را سنگسار کنند. او می‌گریزد تا به عیسی می‌رسد. عیسی داستان را از پیگیرانِ مریم می‌پرسد و آنان می‌گویند که ما می‌خواهیم او را از برای گناهانش سنگسار کنیم. عیسی می‌گوید بسیار خوب چنین کنید اما نخستین سنگ را کسی بزند که گناهی نکرده باشد (انجیل یوحنا-باب هشتم-آیات ۱ تا ۱۱). این سخنِ عیسی آن ها را شرمنده و پراکنده ساخت و جانِ مریم مجدلیه را رهانید و از آن پس وی یکی از یاران نزدیک عیسی گردید.
به نام مجدلیه در انجیل لوقا ۸:۲ اشاره شده:
چندی بعد عیسی سفری به شهرها و دهات ایالت جلیل کرد تا همه جا مژدهٔ ملکوت خدا را اعلام کند. آن دوازده شاگرد و چند زن که از روح پلید یا از امراض شفا یافته بودند نیز او را همراهی می‌کردند. مریم مجدلیه که عیسی هفت روح پلید را از وجود او بیرون کرده بود. یونا، همسر خوزا (رئیس دربار هیرودیس)، و سوسن از جمله این زنان بودند. ایشان و بسیاری از زنان دیگر از دارایی شخصی خود، عیسی و شاگردانش را خدمت می‌کردند.
برخی بر این باورند که، انجیلی به مریم مجدلیه منسوب است. حتی در برخی از تئوری‌ها و تحلیل‌هایی که به‌تازگی مطرح شده مریم مجدلیه به‌عنوان کسی که با عیسی مسیح رابطهٔ عاطفی داشته و حتی فراتر مطرح می‌شود و حتی روزنامهٔ دیلی میل از کشف سندی مبنی بر ازدواج ایشان خبر داده است.

## انجیل مریم مجدلیه
انجیل مریم یک انجیل اپوکریفا (که شش صفحه اول و چهار صفحه از اواسط این انجیل در دسترس نیست) است. این انجیل تنها متن اپوکریفای یافت‌شده‌ای هست که به نام یک زن است. مطالب آن بیشتر به توضیح نقش زنان در کلیساهای اولیه می‌پردازد و احتمالاً یک قرن پس از مرگ مریم مجدلیه نوشته شده است. نویسندهٔ این متن مشخص نیست. قدیمی‌ترین نسخهٔ پیداشده به حدود قرن دوم میلادی برمی‌گردد، که به زبان قبطی و بر روی کاغذ پاپیروس نوشته شده است. به‌دلایلی این انجیل تا سال ۱۹۵۵ میلادی منتشر نشد. امروزه با اینکه صفحات زیادی از این انجیل در دسترس نیست، اما به زبان‌های گوناگون ازجمله آلمانی و انگلیسی به چاپ رسیده و در این انجیل، از عیسی با عنوان نجات‌دهنده یاد شده است. بخش اول این انجیل با سخنان عیسی به پیروانش در زمان پس از رستاخیز ایشان شروع می‌شود. از بخش دوم بحث دربارهٔ مریم مجدلیه آغاز می‌شود که او به حواریون عیسی درحالی که آنان ترسیده‌اند می‌گوید: «گریه نکنید و غصه نخورید، لطف او با شما خواهد بود و از شما محافظت خواهد کرد. به جای آن بیایید بزرگواری او را ستایش کنیم که او ما را آماده کرد و ما را انسان واقعی ساخت.» برخلاف انجیل توماس که عقیده دارد زن‌ها فقط می‌توانند با مرد شدن نجات پیدا کنند، در انجیل مریم آنها می‌توانند همانگونه که هستند نجات یابند.

## عیسی و مریم مجدلیه

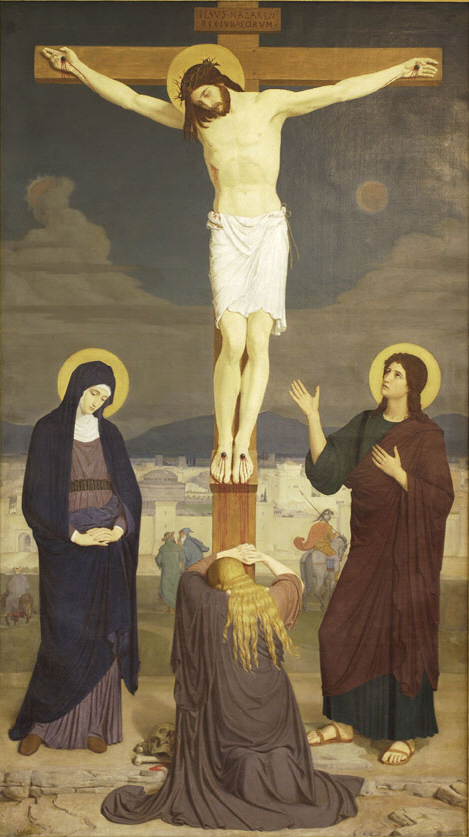
مریم مجدلیه در برابر صلیب عیسی مسیح زانو زده‌است. اثر گابریل ووگر، ۱۸۶۸ میلادی

مطالب زیادی در مورد علاقهٔ عیسی به مریم مجدلیه نوشته شده که بعضی از آنها با برخی اعتراضات نیز مواجه شده‌اند. اما بر اساس انجیل مریم مجدلیه در فصل پنجم آیهٔ پنج: «پیتر (پطرس)» به مریم گفت: «خواهر، ما می‌دانیم که نجات‌دهنده تو را از دیگر زنان بیشتر دوست دارد.»
در انجیلِ فیلیپ (اپوکریفا) که به فیلیپ (از حواریون عیسی مسیح) منتسب است، در آیهٔ ۵۵ آمده: «ارباب (در مسیحیت منظور عیسی مسیح) مریم مجدلیه را از همهٔ دیگر پیروانش بیشتر دوست داشت.»
رمان رمز داوینچی نوشتهٔ دن براون نیز به این موضوع پرداخته است.

## رستاخیز عیسی

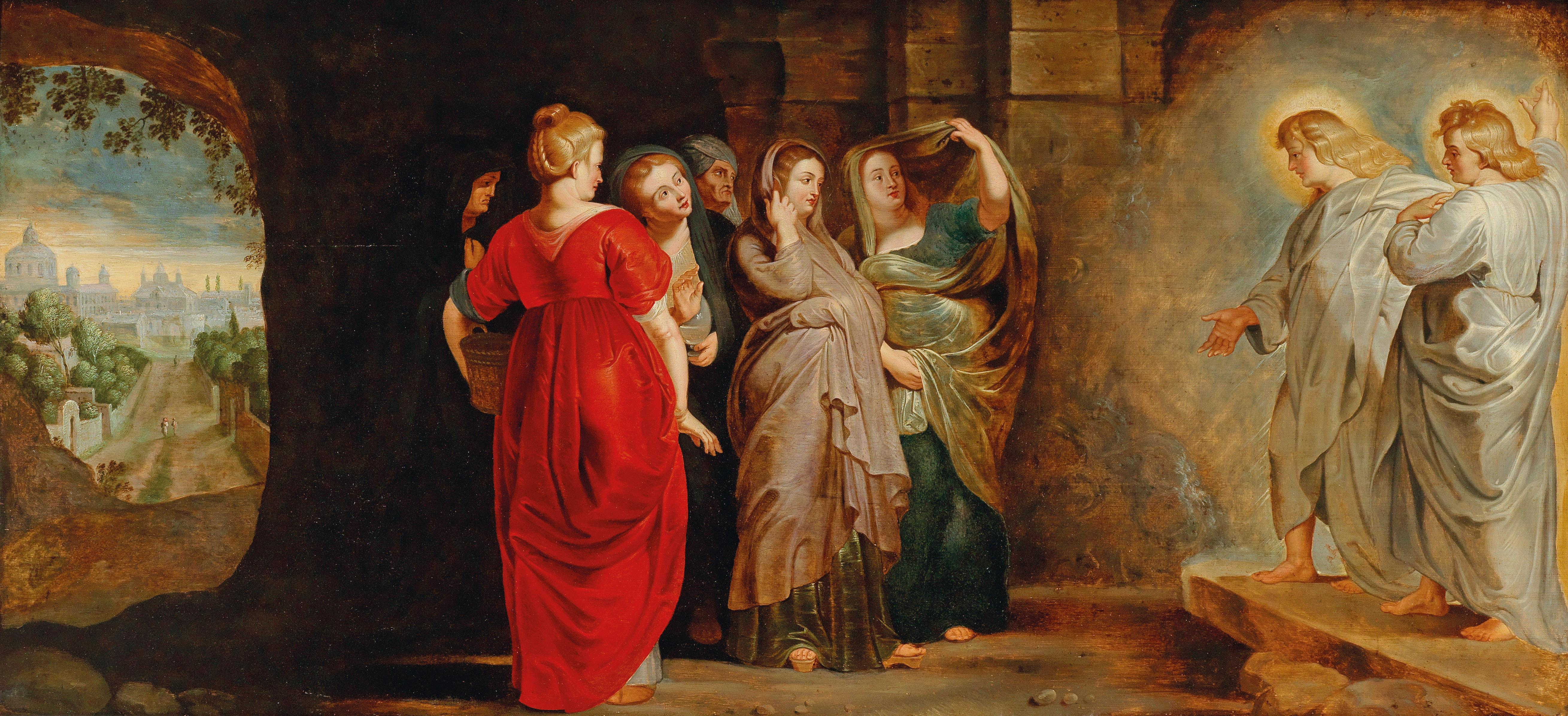
گروه زنانی که مقبره خالی مسیح را کشف کردند. در این نقاشی مریم مجدلیه آن زنی است که لباس قرمز بر تن دارد.اثر پیتر پاول روبنس.1640 میلادی

قدیمی‌ترین متنی که دربارهٔ رستاخیز مسیح توضیح داده است تقریباً ۲۰ سال قبل از انجیل‌های چهارگانه نوشته شده‌است، عقیده دارد که پطرس اولین کسی بوده است که عیسی پس از اعدام بر او ظاهر شده است. اما در تمام انجیل‌های چهارگانه، ازجمله انجیل پطرس گفته شده است که مریم مجدلیه به‌تنهایی یا با زنان دیگری، اولین کسی بود که مقبرهٔ خالی عیسی را کشف کرد و عیسی بر او ظاهر شد، اگرچه انجیل‌ها در بیان جزئیات آن اختلاف نظر دارند.

## آثار
بسیاری از آثار منسوب به مریم مجدلیه در کلیساهای کاتولیک فرانسه نگهداری می‌شود، به‌خصوص در کلیسای Saint-Maximin-la-Sainte-Baume که جمجمهٔ مریم مجدلیه در آنجا وجود دارد. مورد دیگر پوست پیشانی او است که گفته می‌شود جایی است که عیسی پس از ظاهر شدن به مریم مجدلیه در باغ آن را لمس کرده است. در این کلیسا استخوان درشت نی مریم هم نگهداری می‌شود.
آثار دست چپ او نیز در صومعهٔ سایمونوپتریا واقع در کوه آتوس وجود دارد.